# Фуендетодос
Фуендетодос (на испански: Fuendetodos; на арагонски: Fuent de Todos) e муниципалитет в Испания, провинция Сарагоса, в състава на Арагон.
Площта му е 62,2 км², а населението – 126 души (2016 г.). Разположен е на 44 километра от Сарагоса.
Фуендетодос е родното място на великия испански художник Франсиско Гоя. Домът в който се ражда е превърнат в музей, който открива врати през 1989 г. В него има постоянна изложба на гравюри, както и художествено училище. Посещава се от 25 000 души туристи годишно.